# Karel Vojáček (právník)
Karel Vojáček (1. prosince 1855 Praha - 30. prosince 1935 Čáslav) byl český právník, politik a okresní hejtman v Žamberku.

## Život
Vystudoval práva a od roku 1870 pracoval jako státní úředník na místodržitelství v Praze, okresních hejtmanstvích v Kutné Hoře, Dubé, Mladé Boleslavi a Broumově.
V roce 1895 byl jmenován okresním hejtmanem v Žamberku. Během 16 let svého působení ve funkci okresního hejtmana zlepšil dostupnost zapadlého kraje budováním nových silnic. Podporoval využívání místních zdrojů pro zvýšení zaměstnanosti, jako chov králíků nebo sběr léčivých bylin, hlavně v horských oblastech Králicka či Rokytnicka.
Pro chudý podhorský okres Žamberk organizoval význačnou hospodářskou pomoc. Vzkřísil upadající krajkářství tím, že posílal učitelky do krajkářských kurzů do Vídně, Prahy a Vamberka, čímž pomohl zavedení krajkářství do dvaceti obecních škol okresu. Za tyto zásluhy byl jmenován čestným občanem v 54 obcích okresu, včetně Žamberka samotného. Z jeho popudu byla v roce 1904 založena obrazárna při měšťanské škole v Letohradu. V Žamberku byla za jeho působení postavena moderní budova okresního hejtmanství a soudu. V roce 1911 přeložen do Čáslavi.
Je po něm pojmenován parčík naproti budově bývalého okresního hejtmanství a soudu, Vojáčkovy sady.